# Gilles Grimandi
Gilles Grimandi (født 11. november 1970 i Gap, Frankrig) er en pensioneret fransk fodboldspiller, der tilbragte otte år hos AS Monaco i den franske Ligue 1, og seks hos Arsenal F.C. i den engelske Premier League. Med begge klubber var han med til at vinde flere titler. 

## AS Monaco
Grimandi startede sin seniorkarriere i 1990 hos AS Monaco i den franske Ligue 1, og debuterede for klubbens førstehold i 1991 i en kamp mod AS Nancy. Klubbens træner var på dette tidspunkt landsmanden Arsène Wenger. Han spillede for klubben frem til 1997, og var med til at vinde både Coupe de France i 1991 og Ligue 1 i 1997. 

## Arsenal
I 1997 skiftede Grimandi til engelsk fodbold, hvor han skrev kontrakt med Premier League-klubben Arsenal F.C., der året forinden havde fået Grimandis gamle træner Wenger ansat som manager. Allerede i sin debutsæson var han med til at vinde The Double med klubben, en præstation han gentog i 2001-02-sæsonen, der også blev hans sidste i England. 
Grimandi nåede at spille 84 kampe og score et enkelt mål for Arsenal, inden han sluttede sin karriere med et kort ophold i den amerikanske klub Colorado Rapids.

## Efter fodbold
Et år efter at Grimandi stoppede karrieren, tog han i 2005 til Arsenal, for at blive talentspejder. Her har han arbejdet siden da.

## Titler
Ligue 1
- 1997 med AS Monaco

Coupe de France
- 1991 med AS Monaco

Premier League
- 1998 og 2002 med Arsenal F.C.

FA Cup
- 1998 og 2002 med Arsenal F.C.